# Лук'янченко Надія Костянтинівна
Надія Костянтинівна Лук'янченко (30 травня 1939, Гур'яновка — 1 серпня 2004, Чиріковка) — казахська радянська тваринниця, Герой Соціалістичної Праці (1982). Працювала дояркою в радгоспі «Зарічний» Ленінського (нині Єсільського) району Північноказахстанської області Казахської РСР.

## Біографія
Надія Лук'янченко народилася 30 травня 1939 року в селі Гур'яновка Ленінського району Північно-Казахстанської області Казахської РСР в українській родині. Підлітком влаштувалася на пимокатну фабрику міста Петропавловська. Пізніше була різноробочою на спиртзаводі і вантажником на маслозаводі. У 1954 році деякий час працювала причепницею в колгоспі «Зелений гай» села Гур'яновка.
З 1954 року працювала дояркою радгоспу «Зарічний» Ленінського району Північно-Казахстанської області. Незабаром вона стала лідером по надою молока серед працівників радгоспу. Протягом кількох років надоювала фуражну корову більш ніж на 3200 літрів молока в рік. У 1975 році деякий час була бригадиром тваринництва, але незабаром повернулася на посаду доярки. Працюючи в радгоспі, Лук'янченко вивчила основи зоотехнії і ветеринарії.
У 1981 році почала роботу з групою корів, що не доїлися по 6-7 місяців. Лук'янченко простежила, щоб вони всі були запліднені. Отримано 36 телят. Потім вона виявила, що деякі корови з цієї групи віддають не все молоко при механічному доїнні. Вона стала здоювати їх вручну, отримуючи ще по 3-4 додаткових літра молока. Багато в чому завдяки зусиллям Лук'янченко, колектив комплексної бригади № 3 визнано у 1981 році переможцем у районному соціалістичному змаганні серед бригад і відділень по виробництву м'яса, що домігся гарних показників по виробництву молока. Указом Президії Верховної Ради СРСР від 22 лютого 1982 року Надії Костянтинівні Лук'янченко присвоєно звання Героя Соціалістичної Праці — «за досягнення високих результатів і трудовий героїзм, проявлений у виконанні планів і соціалістичних зобов'язань по збільшенню виробництва і продажу державі зерна та інших сільськогосподарських продуктів у 1981 році».
Обиралася депутатом Верховної Ради Казахської РСР 8-го скликання (1971—1974). У 1978 році стала членом КПРС. У 1981 році була делегатом XV з'їзду Компартії Казахстану, в 1986 році — делегат XXVII з'їзду КПРС.
Працювала в радгоспі «Зарічний» до 1989 року, була наставником молоді. Після виходу на пенсію в 1989 році жила в селі Чиріковка Ленінського району Північно-Казахстанської області. Померла 1 серпня 2004 року, похована на кладовищі села Чиріковка.

## Родина
Чоловік — Кирило Мифодійович. Шестеро дітей.

## Нагороди та звання
- Герой Соціалістичної Праці (22.02.1982)
- Орден Леніна (06.09.1973)
- Орден Леніна (22.02.1982)
- Орден Трудового Червоного Прапора (08.04.1971)
- Майстер тваринництва 1-го класу